# جون بول جونيور
جون بول جونيور (بالإنجليزية: John Paul Jr. (judge)) (و. 1883 – 1964 م)هو سياسي، ومحامي، وقاضي من الولايات المتحدة الأمريكية . ولد في هاريسونبورغ .
وهو عضو في الحزب الجمهوري .